# فلوریموند رومز
فلوریموند رومز (انگلیسی: Florimond Rooms; ۱۸۹۴ – نامشخص) وزنه‌بردار اهل بلژیک بود. 
از افتخارات وی میتوان به کسب مدال برنز وزن ۶۷.۵ کیلوگرم در بازی‌های المپیک تابستانی ۱۹۲۰ اشاره کرد.